# Amsterdams Kleinkunst Festival
Das Amsterdams Kleinkunst Festival (kurz: AKF) ist eine jährliche, seit 1988 abgehaltene Veranstaltung der Kleinkunst in Amsterdam. Hier wird auch einer der bedeutendsten niederländischen Kleinkunstpreise, der Wim Sonneveldprijs, für neue Kleinkunsttalente vergeben. Auch der Annie M.G. Schmidt-Prijs wird hier für das beste Theaterlied der letzten Saison ausgereicht.
Darüber hinaus ist das Amsterdam Kleinkunst Festival für seine Hommagen an renommierte Kabarettisten bekannt. Beispielsweise würdigte das Amsterdam Kleinkunst Festival so 2018 Herman van Veen, 2019 Simone Kleinsma und 2022 Ramses Shaffy.
Während des Festivals werden verschiedene Arten der Kleinkunst gezeigt, so de Avond van de Kleinkunst, in der Kleinkünstler Nachfolgehits bekannter Lieder schreiben; AKF Roulette, in dem die Finalisten des Wim Sonneveldprijs an besonderen Aufführungsorten rund um den Leidseplein spielen oder 2019 gab es den AKF Shaker, eine Zusammenarbeit mit des Amsterdams Kleinkunst Festival mit dem Amsterdams Andalusisch Orkest.
Daneben stellt das Amsterdams Kleinkunst Festival das AKF Lab vor, ein Kreativlabor in dem erfahrende Künstler neue Gestaltungsformen erarbeiten und öffentlich vorstellen.

## Wim Sonneveldprijs
Der Wim Sonneveldprijs oder AKF Sonneveldprijs wird seit Beginn des Festivals vom Amsterdams Kleinkunst Festival organisiert. Für viele Kleinkünstler ist dieser Preis der Sprung in die professionelle Theaterkarriere. Bei dem Wettbewerb werden neue Talente gesichtet, gefördert und für die Theaterwelt gecoached. Aus den durchschnittlich 50 Kandidaten, die in den Vorrunden im Theater Bellevue antreten, werden sechs Halbfinalisten ausgewählt. Diese Halbfinalisten gehen auf eine Tournee durch die Niederlande, um sich dem Land zu präsentieren. Während ihrer Tournee erhalten die sechs eine Ausbildung, Beratung und auch Meisterkursen zu den künstlerischen und wirtschaftlichen Aspekten des Berufs.
Das Halbfinale wird während des AKF Deluxe im Theater Bellevue ausgetragen, wo die Jury drei Finalisten auswählt. Diese konkurrieren einige Tage später in De Kleine Komedie um den Wim Sonneveld-Preis.

## Annie M.G. Schmidtprijs
Der Annie M.G. Schmidtprijs wird seit 1992 jedes Jahr vom Amsterdamer Kleinkunstfestival für das beste Theaterlied der vergangenen Spielzeit verliehen. Vor der Preisverleihung werden sechs Nominierungen bekannt gegeben. Die jährliche Preisverleihung findet privat im Theater Bellevue statt.